# Jim Matheos
Jim Matheos (ur. 22 listopada 1962 w Westfield) – amerykański muzyk, kompozytor i instrumentalista. Matheos znany jest przede wszystkim z wieloletnich występów w grupie Fates Warning, której był współzałożycielem. Od 2002 roku członek formacji Office of Strategic Influence. Współpracował także z zespołem Gordian Knot.
W 2004 roku muzyk został sklasyfikowany na 71. miejscu listy 100 najlepszych gitarzystów heavymetalowych wszech czasów według magazynu Guitar World.

## Dyskografia

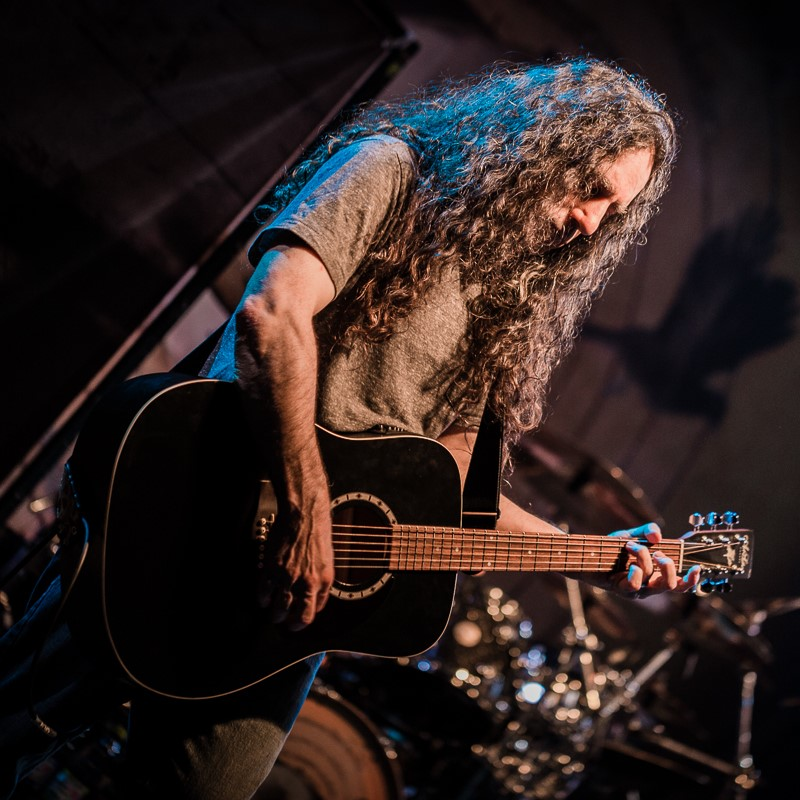
Jim Matheos podczas koncertu z zespołem Fates Warning w Bratysławie, Słowacja (2017)

| Solo - First Impressions (1993) - Away With Words (1999) - Halo Effect (2014) |  | Gordian Knot - Emergent (2003) John Arch - A Twist of Fate (2003) |